# 三田恵子
三田 恵子（みた けいこ、1950年4月28日 - ）は、東京都出身の日本の女優。身長156 cm。かつては大野剣友会、宝井プロジェクトに所属していた。特技は司会、歌。

## 出演

### 映画
- 「女高生の遊戯」（1977年5月21日）
- 「ぼくらの七日間戦争」（1988年8月13日） - 堀場久美子の母親 役[3]
- 「コキーユ 貝殻」（1999年3月27日） - 同級生 役
- 「仔犬ダンの物語」（2002年12月14日） - 団地の住人 役
- 「感染」（2004年10月2日） - 外来看護婦 役

### テレビドラマ
- 「私はタフな女」第1話（1981年4月24日、日本テレビ）[4]
- 「早春スケッチブック」第3話（1983年1月21日、フジテレビ）[5]
- 「北の国から」シリーズ（フジテレビ）
  - 「北の国から'84夏」（1984年9月27日）[6]
  - 「北の国から'89帰郷」（1989年3月31日）[7][8]
- 大河ドラマ「山河燃ゆ」第39話（1984年9月30日、NHK） - 乗客 役[9]
- 「私鉄沿線97分署」第10話・第44話（1984年12月30日・1985年8月25日、テレビ朝日）[10]
- 「受胎の森」（1985年6月14日、TBS）[11]
- 「うちの子にかぎって… 第2期」第12話（1985年7月19日、TBS） - 主婦 役[12]
- 「イエスの方舟」（1985年12月9日、TBS）[13][14]
- 「好色一代男 世之介の愛して愛して物語」（1986年1月1日、TBS）[15][16]
- 「あぶない刑事」第22話（1987年3月1日、日本テレビ）[17]
- 「熱くなるまで待って!」第1話（1987年7月9日、フジテレビ）[18]
- 木曜ゴールデンドラマ（日本テレビ）
  - 「ここの岸より」（1987年10月8日）[19][20]
  - 「おれは裸だ」（1988年10月6日）[21][22]
- 「おヒマなら来てよネ!」第1話 - 第3話（1987年10月22日 - 11月5日、フジテレビ） - 料亭みすずの仲居 役[23]
- テレビ東京月曜9時枠の連続ドラマ（テレビ東京）
  - ドラマ・女の四季「お姑さん大募集!」（1988年2月8日）[24]
  - 月曜・女のサスペンス
    - 「偽りのダイヤモンド」（1989年11月27日）[25]
    - 「殺人者は歌わない 月の砂漠殺人事件」（1992年3月23日）[26]
- 「パパは年中苦労する」第12話（1988年6月24日、TBS） - 料理の先生 役[27]
- 「とんぼ」第5話（1988年11月4日、TBS）[28]
- 火曜スーパーワイド「おんな達のオシャレな復讐」（1989年2月28日、テレビ朝日）[29]
- 水曜グランドロマン「法王庁の避妊法」（1989年4月26日、日本テレビ）[30]
- 「奇妙な出来事」第10話（1990年1月8日、フジテレビ）[31]
- 「世にも奇妙な物語」（フジテレビ）
  - 「噂のマキオ」（1990年4月19日）[32]
  - 「モルモット」（1991年2月28日）[33]
- 「ヴァンサンカン・結婚」第1話（1991年7月4日、フジテレビ）[34]
- 土曜ワイド劇場（テレビ朝日）
  - 「セールスレディ連続殺人事件」（1991年12月21日）[35]
  - 「“繭の密室”連続殺人事件」（1998年1月31日） - 田坂勝彦の母 役[36]
  - 「第一級殺人弁護」第1作（2002年6月8日）
- 「法医学教室の事件ファイル」シリーズ（テレビ朝日）
  - 「法医学教室の事件ファイル 第1シリーズ」第6話（1992年8月20日）[37]
  - 「法医学教室の事件ファイル 第2シリーズ」第2話（1993年7月8日）[38]
- 「誰にも言えない」第2話（1993年7月16日、TBS）[39][40]
- 「if もしも」第13話（1993年8月12日、フジテレビ）[41]
- 月曜ドラマスペシャル（TBS）
  - 「団地女医・広田久美の事件カルテ」（1994年2月7日） - 団地の主婦 役[42]
  - 「早乙女千春の添乗報告書」第10作（2000年10月16日） - 沢入 役[43][44]
- 「時をかける少女」最終話（1994年3月19日、フジテレビ）[45]
- 「ボクの就職」第6話（1994年5月15日、TBS）[46]
- 「大家族ドラマ 嫁の出る幕」第4話（1994年8月4日、テレビ朝日）[47]
- 「半熟卵」第4話（1994年11月11日、フジテレビ）[48]
- 「刑事追う!」第5話（1996年5月6日、テレビ東京）[49]
- 「Age,35 恋しくて」第5話（1996年5月16日、フジテレビ）[50]
- 連続テレビ小説「ひまわり」第52話（1996年5月30日、NHK）[51]
- 「はぐれ刑事純情派 第9シリーズ」第15話（1996年7月17日、テレビ朝日）[52]
- 「流れ板七人」第5話（1997年2月13日、テレビ朝日）[53]
- 火曜サスペンス劇場「監察医・室生亜季子」第22作（1997年5月6日、日本テレビ）[54]
- 「Days」第1話（1998年1月12日、フジテレビ）[55]
- 「スウィートデビル」第3話（1998年7月27日、テレビ朝日） - レポーター 役[56]
- 「殴る女」第1話（1998年10月13日、フジテレビ） - 職安職員 役[57]
- 「再婚トランプ」第5話（1998年10月30日、TBS）[58]
- 「走れ公務員!」最終話（1998年12月8日、フジテレビ） - 婦警 役[59]
- 「YASHA-夜叉-」第1話（2000年4月21日、テレビ朝日） - 看護婦 役[60]
- 「ザ・ドリームサーフィン」最終話（2000年7月17日 - 7月20日、NHK教育テレビジョン） - 教頭先生 役[61]
- 「花村大介」第3話（2000年7月18日、フジテレビ） - 主婦 役[62]
- 「やまとなでしこ」第2話・第5話・第7話・第9話（2000年10月16日・11月6日・11月20日・12月4日、TBS） - 魚春の客達 役[63][64][65]
- 金曜エンタテイメント（フジテレビ）
  - 「恐妻家探偵の事件帖 殺しのレシピ」（2000年10月20日） - 管理人 役[66]
  - 「TEAM スペシャル2」（2001年10月5日）[67]
- 「新宿暴走救急隊」第2話（2000年10月21日、日本テレビ） - お手伝い 役
- 「教習所物語」第8話（2000年12月8日、TBS）[68]
- 「ムコ殿」第3話（2001年4月26日、フジテレビ） - 書道教室生徒 役
- 「フレーフレー人生!」第1話・第8話・第9話（2001年7月2日・8月20日・8月27日、日本テレビ） - 中年夫婦 役[69]
- 月曜ミステリー劇場「人情質屋の事件台帳」第1作（2001年7月9日、TBS）[70]
- 「山田風太郎 からくり事件帖-警視庁草紙より-」第8話（2001年11月16日、NHK）[71]
- 「青と白で水色」（2001年12月1日、日本テレビ）[72][73]
- 「恋するトップレディ」第10話（2002年3月12日、フジテレビ） - 婦人 役[74]
- 「量刑」（2002年6月15日、NHK BS2） - ハイカー 役[75]
- 「またのお越しを」第8話（2003年1月15日、TBS） - 大石智子 役
- 「メッセージ〜言葉が裏切っていく〜」第3話（2003年1月27日、日本テレビ）
- 「クニミツの政」最終話（2003年9月9日、フジテレビ） - 主婦 役[76]
- 「ヤンキー母校に帰る」第4話（2003年10月31日、TBS） - 看護士 役[77]
- 「独身3!!」最終話（2003年12月19日、テレビ朝日）[78]
- 「東京湾景〜Destiny of Love〜」第10話（2004年9月6日、フジテレビ） - 結婚式場着付係 役[79]
- 「特命係長 只野仁 2ndシーズン」第1話（2005年1月14日、テレビ朝日）[80]
- 「今週、妻が浮気します」第6話・最終話（2007年2月20日・3月27日、フジテレビ）[81]
- 「黒い太陽 '07スペシャル」（2007年9月21日、テレビ朝日）[82]
- 「三代目のヨメ!」第36話（2008年2月25日、TBS）
- 金曜プレステージ「絶対泣かないと決めた日 〜緊急スペシャル〜」（2010年7月2日、フジテレビ）[83]

### 特撮
- 「仮面ライダーシリーズ」（テレビ朝日）
  - 「仮面ライダーアマゾン」第6話・第9話 - 第11話（1974年11月23日・12月14日 - 12月28日） - 女ジューシャ 役[84]
  - 「仮面ライダーBLACK」第38話（1988年7月3日）[85]
- 「電光超人グリッドマン」第11話（1993年6月12日、TBS）
- ウルトラシリーズ「ウルトラマンガイア」第48話（1999年8月7日、TBS） - 報道特別番組出演者 役
- 「美少女戦麗舞パンシャーヌ 奥様はスーパーヒロイン!」第9話（2007年5月29日、テレビ東京）[86]